# Бовил (Приморска Сена)
Бовил (фр. Bosville) насеље је и општина у северној Француској у региону Горња Нормандија, у департману Приморска Сена која припада префектури Дјеп.
По подацима из 2011. године у општини је живело 550 становника, а густина насељености је износила 63,29 становника/km². Општина се простире на површини од 8,69 km². Налази се на средњој надморској висини од 91 метар (максималној 124 m, а минималној 50 m).

## Демографија
| 1962. | 1968. | 1975. | 1982. | 1990. | 1999. | 2011. |
| ----- | ----- | ----- | ----- | ----- | ----- | ----- |
| 558   | 571   | 470   | 457   | 437   | 512   | 550   |

График промене броја становника у току последњих година